# Pugnac
Pugnac é uma comuna francesa na região administrativa da Nova Aquitânia, no departamento da Gironda. Estende-se por uma área de 13,49 km². Em 2010 a comuna tinha 2 317 habitantes (densidade: 171,8 hab./km²).